# Agathe Quiniou
Pour les articles homonymes, voir Quiniou.
Agathe Quiniou est une joueuse de handball française née le 31 octobre 2000 à Brest, évoluant au poste de gardienne de but au Chambray Touraine Handball.

## Biographie
Issue du centre de formation du Brest Bretagne Handball, elle fait sa première apparition en équipe première à 16 ans durant la saison 2016-2017. Lors de la saison 2018-2019, les blessures de Cléopâtre Darleux et la forme fluctuante de Filippa Idéhn lui permettent de gagner un temps de jeu important sur la saison et de s'illustrer par ses belles performances. En fin de saison, elle participe à la finale de coupe de France perdue face à Metz.
En manque de temps de jeu à Brest, elle signe en 2022 au Chambray Touraine Handball. En 2024, elle signe aux Neptunes de Nantes, le troisième meilleur club français. Mais ensuite, rien ne s'est déroulé comme prévu : elle se rompt le ligament croisé antérieur du genou gauche lors de son dernier match avec Chambray face à... Nantes puis fin juillet, le club nantais est brutalement mis en liquidation financière et relégué en D2.

## Palmarès

### En club
Compétitions internationales
- finaliste de la ligue des Champions en 2021 (avec Brest Bretagne Handball)

Compétitions nationales
- championne de France en 2021 (avec Brest Bretagne Handball)
- vainqueur de la coupe de France en 2021 (avec Brest Bretagne Handball)